# Лоркович, Мелита
Мелита Лоркович (хорв. Melita Lorković; 1907, Жупанья — 1987, Загреб) — хорватская пианистка и музыкальный педагог. Сестра Младена Позаича, мать Радована Лорковича, бабушка Радослава Лорковича.

## Биография
Ученица Светислава Станчича. Широко концертировала в 1950—1970-е гг. Преподавала в Загребской Академии музыки (1929—1945), в Белграде (1948—1960), затем в Каирской консерватории (1960—1972).
Согласно воспоминаниям внука Лоркович, её муж был расстрелян после установления в Югославии правления Иосипа Броз Тито, а сама Лоркович была уволена из Белградского университета, где тогда преподавала; вскоре, однако, её восстановили, а ещё через некоторое время Тито присутствовал на её концерте и под впечатлением от исполнительского мастерства Лоркович пришёл за кулисы и спросил, что он может сделать для пианистки; Лоркович ответила: «Я хочу знать, где был расстрелян мой муж». Обещание Тито было выполнено.